# Campionati Internazionali di Sicilia 1984
I Campionati Internazionali di Sicilia 1984 sono stati un torneo di tennis giocato sulla terra rossa. È stata la 5ª edizione dei Campionati Internazionali di Sicilia, che fanno parte del Volvo Grand Prix 1984. Si sono giocati a Palermo in Italia, dal 10 al 16 settembre 1984.

## Campioni

### Singolare
Francesco Cancellotti ha battuto in finale  Miloslav Mečíř con il punteggio di 6–0, 6–3

### Doppio
Tomáš Šmíd /  Blaine Willenborg hanno battuto in finale  Claudio Panatta /  Henrik Sundström con il punteggio di 6–7, 6–3, 6–0